# Томас Гілман
Томас Патрік Гілман (англ. Thomas Patrick Gilman; нар. 28 травня 1994) — американський борець вільного стилю, бронзовий призер Олімпійських ігор 2020 року, чемпіон та дворазовий срібний призер чемпіонатів світу, чемпіон та бронзовий призер Панамериканських чемпіонатів, володар Кубку світу (у команді).

## Життєпис
Боротьбою почав займатися з 2003 року. У 2014 році став бронзовим призером чемпіонату світу серед юніорів. У 2017 році здобув срібну медаль чемпіонату світу серед дорослих. Наступного року став бронзовим призером Панамериканського чемпіонату. Того ж року разом з командою США переміг на Кубку світу. У березні 2021 року переміг на Олімпійському кваліфікаційному турнірі, що дозволило йому вибороти ліцензію на участь в літніх Олімпійських іграх 2020 року в Токіо.
На токійській Олімпіаді у першому ж поєдинку мінімально поступився Зауру Угуєву з Росії (4:5), однак через те, що росіянин вийшов до фіналу, отримав право поборотися за бронзову нагороду. У втішній сутичці здобув перемогу над Гуломжонои Абдуллаєвим з Узбекистану (11:1), а у поєдинку за бронзову медаль переміг Резу Атрі з Ірану (9:1).
Після закінчення Університету Айови у 2017 році він продовжив боротьбу в місті Айова-Сіті, представляючи борцівський клуб «Hawkeye». У квітні 2020 року він переїхав до клубу боротьби «Nittany Lion», що базується у Державному коледжі штату Пенсільванія. Тренери: Кел Сандерсон, Том Брендс, Террі Брендс (з 2012).

## Спортивні результати на міжнародних змаганнях

### Виступи на Олімпіадах
| Змагання                    | Збірна | Вагова категорія          | Місце  |
| --------------------------- | ------ | ------------------------- | ------ |
| Літні Олімпійські ігри 2020 | США    | вільна боротьба, до 57 кг | Бронза |

### Виступи на Чемпіонатах світу
| Змагання                        | Збірна | Вагова категорія          | Місце  |
| ------------------------------- | ------ | ------------------------- | ------ |
| Чемпіонат світу з боротьби 2017 | США    | вільна боротьба, до 57 кг | Срібло |
| Чемпіонат світу з боротьби 2018 | США    | вільна боротьба, до 57 кг | 5      |
| Чемпіонат світу з боротьби 2021 | США    | вільна боротьба, до 57 кг | Золото |
| Чемпіонат світу з боротьби 2022 | США    | вільна боротьба, до 57 кг | Срібло |

### Виступи на Панамериканських чемпіонатах
| Змагання                                   | Збірна | Вагова категорія          | Місце  |
| ------------------------------------------ | ------ | ------------------------- | ------ |
| Панамериканський чемпіонат з боротьби 2018 | США    | вільна боротьба, до 57 кг | Бронза |
| Панамериканський чемпіонат з боротьби 2022 | США    | вільна боротьба, до 57 кг | Золото |

### Виступи на Кубках світу
| Змагання                    | Збірна | Вагова категорія | Місце  |
| --------------------------- | ------ | ---------------- | ------ |
| Кубок світу з боротьби 2018 | США    | команда          | Золото |

### Виступи на інших змаганнях
| Змагання                                                    | Збірна | Вагова категорія          | Місце  |
| ----------------------------------------------------------- | ------ | ------------------------- | ------ |
| Гран-прі Іспанії з боротьби 2017                            | США    | вільна боротьба, до 57 кг | Золото |
| Клубний чемпіонат світу з боротьби 2017                     | США    | команда                   | Срібло |
| Турнір Ібрагіма Мустафи 2018                                | США    | вільна боротьба, до 57 кг | Золото |
| Гран-прі «Іван Яригін» 2019                                 | США    | вільна боротьба, до 57 кг | Бронза |
| Турнір Дана Колова — Николи Петрова 2019                    | США    | вільна боротьба, до 57 кг | 15     |
| Інтерконтінентальний кубок з боротьби 2019                  | США    | вільна боротьба, до 57 кг | Бронза |
| Турнір Аланії з боротьби 2019                               | США    | вільна боротьба, до 57 кг | 11     |
| Турнір Маттео Пелліцоне 2020                                | США    | вільна боротьба, до 57 кг | Золото |
| Олімпійський кваліфікаційний турнір з боротьби 2020 (Остія) | США    | вільна боротьба, до 57 кг | Золото |
| Гран-прі Франції Анрі Деглана 2021                          | США    | вільна боротьба, до 57 кг | Бронза |
| Турнір Зухаєра Сгайєра 2022                                 | США    | вільна боротьба, до 57 кг | Золото |

### Виступи на змаганнях молодших вікових груп
| Змагання                                      | Збірна | Вагова категорія          | Місце  |
| --------------------------------------------- | ------ | ------------------------- | ------ |
| Чемпіонат світу з боротьби серед кадетів 2011 | США    | вільна боротьба, до 54 кг | 10     |
| Чемпіонат світу з боротьби серед юніорів 2013 | США    | вільна боротьба, до 55 кг | 8      |
| Чемпіонат світу з боротьби серед юніорів 2014 | США    | вільна боротьба, до 55 кг | Бронза |